# Nicteri gros
El nicteri gros (Nycteris grandis) és una espècie de ratpenat de la família dels nictèrids que es troba al Senegal, Zaire, Kenya, Tanzània, Uganda, Zàmbia, Malawi, Zimbàbue, Moçambic, Zanzíbar, Pemba i Namíbia.